# Muscle orbiculaire de l'œil

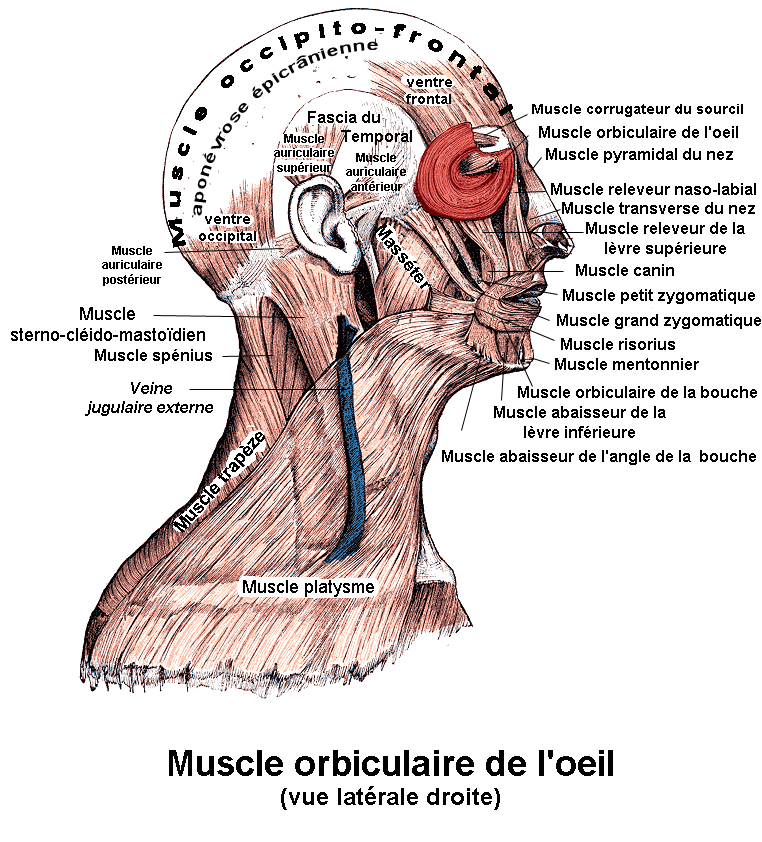
Muscle orbiculaire de l'œil (en rouge), la partie supéro-interne a été resséquée pour montrer le muscle corrugateur du sourcil.

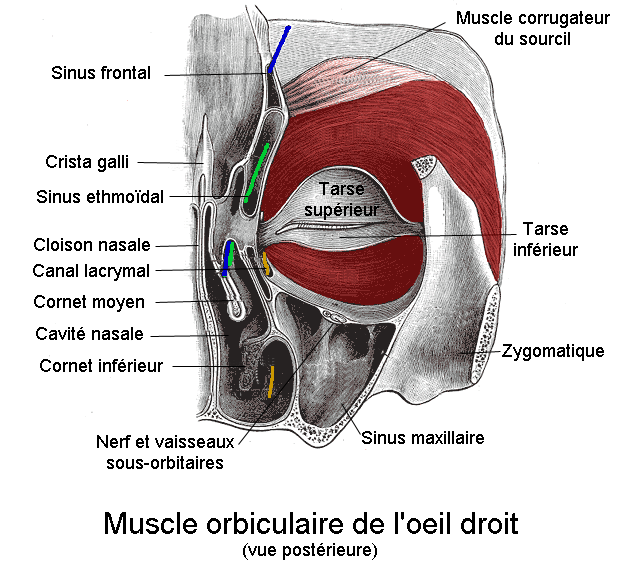
Muscle orbiculaire de l'œil, vue endocrânienne, globe oculaire enlevé.

Le muscle orbiculaire de l'œil (ou muscle orbiculaire des paupières ou sphincter des paupières) est un muscle facial formant une zone elliptique autour des paupières et s'étalant en une couche mince sur les paupières elles-mêmes. Il est un muscle orbiculaire et cutané divisé en deux parties : la partie palpébrale et la partie orbitaire.

## Partie palpébrale
Mince et pâle, la partie palpébrale est tendue entre le ligament palpébral médial et le ligament palpépral latéral en se divisant en deux : une partie supérieure passant dans la paupière supérieure et une partie inférieure dans la paupière inférieure.
La partie palpébrale est formée de deux parties un faisceau ciliaire et une partie profonde.
Le faisceau ciliaire est constitué de deux types de fibres musculaires :
- des fibres marginales préciliaires en avant des bulbes pileux des cils, du ligament palbébral médial et de la crête lacrymale postérieure,
- des fibres marginales rétrociliaires parfois nommées muscle de Riolan situées en arrière des bulbes pileux.

La partie profonde est également constituée deux types de fibres :
- des fibres annulaires prétarsales s'attachant en dedans au tendon direct du muscle,
- des fibres annulaires préseptales parfois nommé muscle de Horner s'attachant en dedans au ligament palpébral médial et au dôme du sac lacrymal.

## Partie orbitaire
La partie orbitaire est plus épaisse que la partie palpébrale. Elle est de couleur rouge vif.
Ses fibres circulaires s’insèrent sur la partie supérieure de la face cutanée du processus frontal du maxillaire. Elles contournent l'orbite en formant une ellipse pour se terminer sur le bord inférieur de l'orbite.

## Innervation
Le muscle orbiculaire de l'œil est innervé par la branche temporo-faciale du nerf facial (VII).

## Action
Le muscle orbiculaire de l'œil est responsable de la fermeture de l'œil.
La partie palpébrale est sollicitée lors des clignements et des clins d'œil.
La partie orbitaire, située en circonférence de la partie palpébrale, est sollicitée lors de la fermeture forcée de l'œil. Elle agit conjointement avec l'autre partie de l'orbiculaire ainsi qu'avec les muscles sourcilier et pyramidal.